# 盖租乡
盖租乡，是中华人民共和国四川省凉山彝族自治州盐源县曾经下辖的一个乡。2020年6月，撤销盖租乡，原盖租乡格洼村、碧基村、三家村所属行政区域为长柏镇的行政区域，原盖租乡盖租村、阿石村、回项村、马扎村所属行政区域划归泸沽湖镇管辖。

## 行政区划
盖租乡撤销前下辖以下地区：
盖租村、阿石村、回项村、马扎村、格洼村、碧基村和三家村。